# 프라하티체

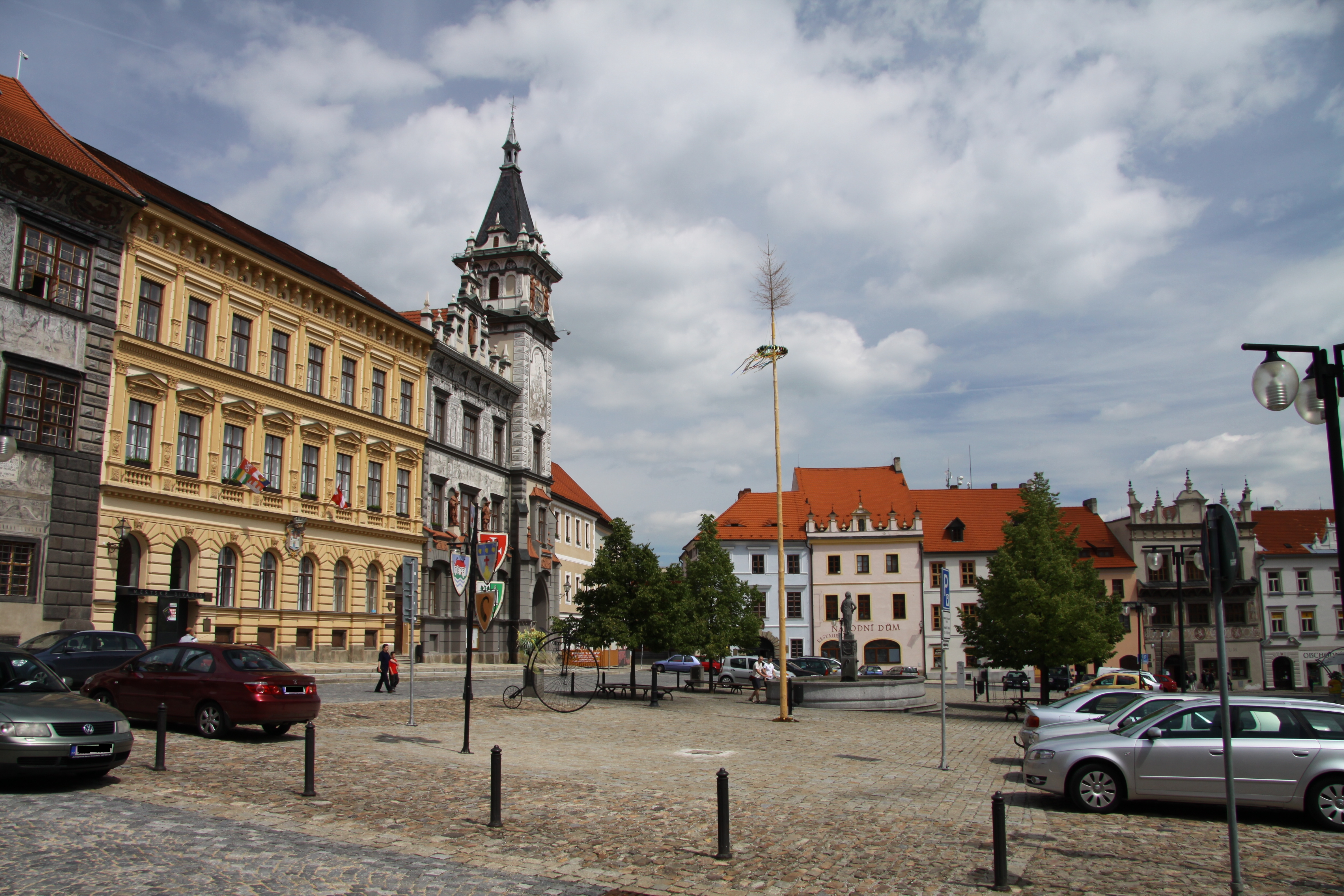
프라하티체 시청과 광장

프라하티체(체코어: Prachatice, 독일어: Prachatitz)는 체코 남보헤미아주에 위치한 도시로 면적은 38.92km2, 높이는 561m, 인구는 10,588명(2022년 1월 1일 기준), 인구 밀도는 270명/km2이다. 체스케부데요비체에서 서쪽으로 34km 정도 떨어진 곳에 위치한다.

시기
시 문장

## 인구
| 연도           | 인구   | ±%     |
| -------------- | ------ | ------ |
| 1869           | 4,911  | —      |
| 1880           | 5,682  | +15.7% |
| 1890           | 5,363  | −5.6%  |
| 1900           | 5,573  | +3.9%  |
| 1910           | 5,779  | +3.7%  |
| 1921           | 5,482  | −5.1%  |
| 1930           | 5,926  | +8.1%  |
| 1950           | 5,130  | −13.4% |
| 1961           | 5,381  | +4.9%  |
| 1970           | 7,100  | +31.9% |
| 1980           | 10,354 | +45.8% |
| 1991           | 11,805 | +14.0% |
| 2001           | 11,843 | +0.3%  |
| 2011           | 11,203 | −5.4%  |
| 2021           | 10,440 | −6.8%  |
| 출처: Censuses |        |        |

## 역사
도시 이름은 고대 슬라브어 인명인 '프라하타'(Prachata)에서 유래되었으며 도시 이름 또한 "프라하타의 마을"을 뜻한다. 독일 바이에른 지방에 위치한 파사우에서 시작되는 소금 무역로를 통해 마을이 형성되었으며 1323년에 보헤미아 왕국의 얀 국왕에 의해 무역로 사용, 세금 징수에 관한 권리를 부여받았다.
15세기에 후스 전쟁으로 인하여 2차례의 공격을 받은 후스파에 정복되었다가 1436년에 신성 로마 제국의 지기스문트 황제에 의해 왕립 도시 지위와 특권을 부여받았다. 30년 전쟁이 진행 중이던 1620년에 일어난 백산 전투로 인하여 왕립 도시 지위와 특권을 상실했으며 에겐베르크 가문에 소유권이 넘어갔다.
17세기 후반에 무역로의 쇠퇴를 맞았고 1719년부터 슈바르첸베르크 가문의 지배를 받았다. 그 뒤 오스트리아 제국의 지배를 받다가 1918년에 체코슬로바키아에 편입되었다. 1945년에 제2차 세계 대전의 종전과 함께 독일계 주민들이 추방되었다.